# Abborrsjön (Bollebygds socken, Västergötland, 640260-131004)
Abborrsjön är en sjö i Bollebygds kommun i Västergötland och ingår i Rolfsåns huvudavrinningsområde. Sjön är 18 meter djup, har en yta på 0,335 kvadratkilometer och är belägen 163,2 meter över havet.

## Delavrinningsområde
Abborrsjön ingår i det delavrinningsområde (639954-130652) som SMHI kallar för Ovan Sörån. Medelhöjden är 132 meter över havet och ytan är 31,8 kvadratkilometer. Räknas de 18 avrinningsområdena uppströms in blir den ackumulerade arean 209,58 kvadratkilometer. Avrinningsområdets utflöde Rolfsån (Nolån) mynnar i havet. Avrinningsområdet består mestadels av skog (62 procent), öppen mark (13 procent) och jordbruk (14 procent). Avrinningsområdet har 0,33 kvadratkilometer vattenytor vilket ger det en sjöprocent på 1,1 procent. Bebyggelsen i området täcker en yta av 1,87 kvadratkilometer eller 6 procent av avrinningsområdet.